# Lucio Valerio Flacco (console 261 a.C.)
Lucio Valerio Flacco (latino: Lucius Valerius Flaccus) (fl. III secolo a.C.) è stato un politico e generale romano.

## Biografia
Fu eletto console nel 261 a.C. con Tito Otacilio Crasso.
Con il collega comandò le operazioni belliche in Sicilia contro i Cartaginesi.